# Русский фарфор
Русский фарфор — собирательное обозначение изделий из фарфора, производимых на территории России с середины XVIII века до современности. В истории искусства русский фарфор рассматривается как одна из историко-региональных разновидностей декоративно-прикладного искусства либо в качестве оригинальной национальной художественной школы.

## История

### Появление фарфора в странах Западной Европы
Фарфор привлёк внимание европейцев сразу же, как только установились более-менее регулярные торговые отношения с Китаем, в частности посредством Голландской Ост-Индской компании. Вначале фарфор в Европе был исключительно привозной, стоил баснословно дорого, китайские изделия из белого фарфора в буквальном смысле ценились «на вес золота». К середине XVIII века художественные изделия из фарфора входили в моду, становились предметом коллекционирования и непременным атрибутом аристократических домов Западной Европы. Они входили в собрания кунсткамер (кабинетов редкостей), воплощали камерную, изысканную эстетику стиля рококо и моду на «китайский стиль», или шинуазри. В западноевропейских дворцово-парковых ансамблях стали появляться уникальные сооружения под названием «чайные домики» или китайские павильоны. Таков знаменитый замок-дворец саксонских курфюрстов Пильниц на берегу Эльбы в 15 км к юго-востоку от Дрездена, построенный по заказу Августа Сильного в 1720—1722 годах по проекту М. Д. Пёппельмана. В «водном дворце», помещения которого стилизованы под восточную архитектуру, хранилась коллекция китайского и японского фарфора, собранная курфюрстом Августом и его преемниками.
В Европе производили лишь майолику — изделия из обожжённой красной или серой глины, покрытые белой оловянной глазурью и расписанные обжигающимися красками. Мастера делфтских фаянсов подражали восточным изделиям в более грубом материале, но секрет производства настоящего белого фарфора так и не был раскрыт до 1710-х годов, когда Иоганн Фридрих Бёттгер в Майсене (Саксония) создал первую европейскую фарфоровую мануфактуру.

### Открытие русского фарфора
Ещё Пётр I стремился выведать «китайский секрет», для чего посылал агентов в Китай, Саксонию и в Голландию. Посетив в 1712 году резиденцию короля Пруссии Ораниенбург, русский царь осмотрел имевшиеся там две комнаты, оформленные в «китайском стиле», и был восхищён увиденным. По его указанию во дворце Монплезир в Петергофе в 1719—1722 годах был создан «Китайский», или «Лаковый», кабинет и произведены первые закупки восточного фарфора.
В конце XVII века гжельские мастера начали делать из местной белой глины посуду, в том числе покрытую разноцветной глазурью и расписанную красками, однако, заметно уступающую западному и китайскому фарфору. В 1723 году указом Петра I были предоставлены льготы предпринимателям, которые сумеют «куриозное художество ввести и распространить», в особенности — с использованием местного сырья. Мануфактур-коллегия специально отметила необходимость развивать ценинный промысел: «…рассуждая о ценинной всякой посуде, которая делается из белой глины и вывозится в Россию из других государств, а в России такая белая глина находится, из которой имеется надежда, что можно делать в России всякую ценинную посуду и табачные трубки, понеже, как видно, что во многих местах крестьяне от неискусства делают из той глины простую белую посуду». В 1724 году в Москве Афанасий Кириллович Гребенщиков открыл ценинный завод — первый в России, производивший майолику с росписью по сырой эмали. Сначала завод производил только курительные трубки, позже к ним добавились изразцы, а в конце 1730-х годов — посуда, покрытая эмалью. Гребенщиков стал официальным «поставщиком Её Императорского Величества».
Позднее, в честь бракосочетания великого князя Петра Фёдоровича с принцессой Ангальт-Цербской в 1745 году саксонский курфюрст и король польский Август III прислал в дар императрице Елизавете Петровне дорогой фарфоровый сервиз.
Императрица Елизавета Петровна страстно хотела иметь собственный фарфор. В 1744 году русский посланник при датском дворе барон Н. А. фон Корф, находившийся тогда в Стокгольме, по поручению императрицы заключил договор с арканистом (лат.  arcanus — тайный, так называли алхимиков, стремившихся отыскать «философский камень») Кристофом (Христофором) Конрадом Гунгером (Хунгером) об учреждении в России порцелиновой мануфактуры. Ранее Гунгер работал вместе с Бёттгером в Майсене, в 1717 году участвовал в организации фарфоровой мануфактуры в Вене, в 1720 году — братьев Джузеппе и Франческо Вецци в Венеции. В 1727—1737 годах Гунгер снова работал в Майсене, известны расписанные им фарфоровые изделия. Однако в России судьба его не сложилась. Два года он безуспешно пытался получить фарфор, настроил против себя всех и вошёл в историю в качестве обманщика и шарлатана. Возможно, что причиной его неудач были особенности местных глин. В 1748 году всеми забытый Гунгер скончался в Петербурге.
В 1744 году Елизавета Петровна поручила управляющему Кабинетом барону И. А. Черкасову надзор за организацией порцелиновой мануфактуры, которую начали строить на берегу Невы в 10 км от Санкт-Петербурга. По инициативе Черкасова к Гунгеру приставили молодого помощника Дмитрия Ивановича Виноградова. Виноградов учился вместе с М. В. Ломоносовым в Москве, в Славяно-греко-латинской академии, с 1735 года — в Академии наук в Санкт-Петербурге, затем, в 1736—1741 гг., вместе с Ломоносовым — в Германии. Изучал минералогию во Фрайбурге. В отличие от Гунгера, который действовал по готовым рецептам, не подходившим к местным условиям, Виноградов подошел к делу экспериментально: последовательно ставил опыты, сравнивал результаты и записывал их в специальный журнал. В конце 1746 года, использовав гжельские белые глины, олонецкий кварц и алебастр (природный гипс), при обжиге 600—900° С Виноградов смог получить удовлетворительный фарфор. Второй обжиг, после покрытия изделий глазурью, проводился при температуре около 1400° С. Основная трудность состояла в чистоте технологического процесса, предохранении белоснежной фарфоровой массы от продуктов горения (в этом и заключался главный «китайский секрет»). Шаг за шагом, совершенствуя технологию, Виноградов записывал результаты своих опытов в специальный журнал и зашифровывал (таковы были требования времени). Эти записи сохранились.
Глину подготавливали в подмосковной Гжели, затем в виде брусков доставляли в столицу. Мельницы для подготовки шихты (смеси компонентов) и печи для обжига Виноградов сконструировал сам. В дневниках мастера проскальзывают жалобы на трудности: «Десять лет бродил в лабиринте один, а той Ариадны нет…». Нужны были помощники. Был бы рядом старый друг Ломоносов! М. В. Ломоносов также разрабатывал рецепт фарфоровой массы, но с конца 1748 года увлёкся опытами получения цветных стекол. Судьба обоих ученых оказалась нелёгкой, Виноградова — трагичной. Поиск наилучшей технологии, естественно, сопровождался неудачами. За малейшую провинность из Петербурга от раздражённого Черкасова поступало приказание: мастера лишить жалованья, бить плетьми (для этого к Виноградову специально приставили гвардейца) и посадить на цепь! Трудно поверить, что с выдающимся ученым, лучшим выпускником петербургской Академии наук, образованным европейцем, своими трудами составившим славу России, обращались как с колодником.
Первым живописцем порцелиновой мануфактуры в Петербурге в 1749 году стал мастер финифтяного дела Иван Чёрный, с ним работали его сыновья и внуки. Чёрного, которому было более шестидесяти лет, тоже держали на цепи и били плетьми.
Первые изделия производили в подражание металлической посуде. С 1752 года на мануфактуре стали делать фигурки из фарфора — «куклы». Для этого Черкасов привлёк австрийского резчика по дереву Й. Ф. Дункера Старшего, с 1738 года работавшего в России. Первый период в истории мануфактуры называют «виноградовским». Сохранилось девять изделий с маркой Виноградова (W), они уникальны по стилю, отражающему дух времени. Дмитрий Виноградов, не выдержав голода и нищеты, заболев от безысходности и пьянства, скончался в 1758 году в возрасте тридцати восьми лет.

### Русский фарфор елизаветинского периода
При дворе императрицы Елизаветы Петровны входили в моду табакерки. Их изготавливали из золота, серебра, слоновой кости и из фарфора. Одна из сохранившихся — «табакерка с мопсами» — датирована 1752 года, имеет марку W и роспись пунктиром, автором которой является А. Чёрный Младший. На мануфактуре выпускали подсвечники, курительные трубки, скульптурки, изображающие китайцев и китаянок, а также мужчин, переодетых женщинами, и женщин одетыми в мужские костюмы (на маскарады императрица Елизавета повелевала своим придворным являться именно в таком виде).
В 1756 году на мануфактуре изготовили «Собственный сервиз» Елизаветы Петровны. Многие предметы сохранились. Они имеют фестончатый край и декорированы рельефной плетёнкой, дополненной росписью пурпуром и позолотой. В узлах сетки-плетёнки находятся лепные цветочки, на отдельных предметах — лепные гирлянды с росписью. Лепка и роспись выполнены Виноградовым, они замечательно отражают вкусы елизаветинского времени и эстетику елизаветинского барочно-рокайльного стиля.

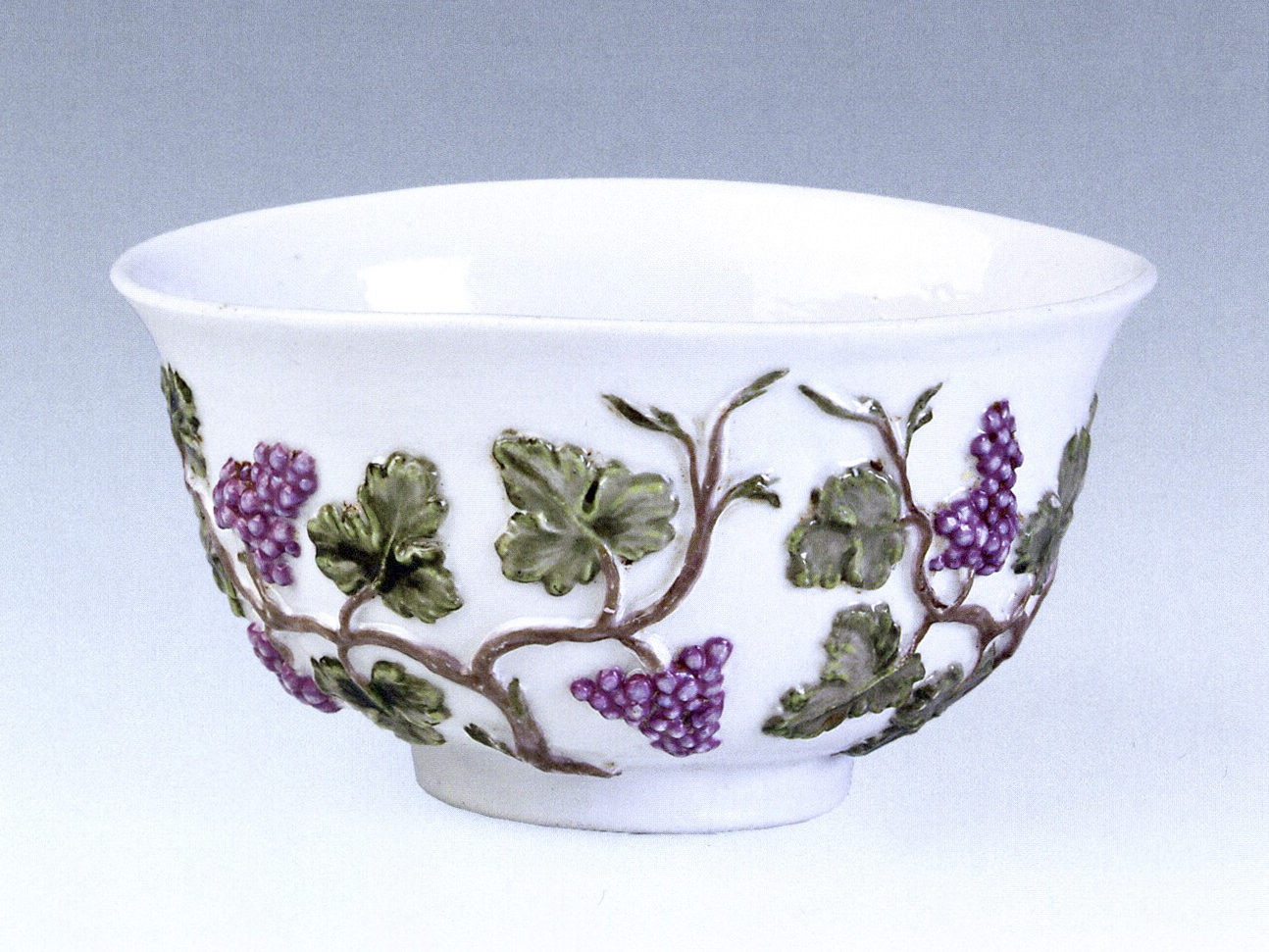
Чаша. 1749. Мастер Д. И. Виноградов
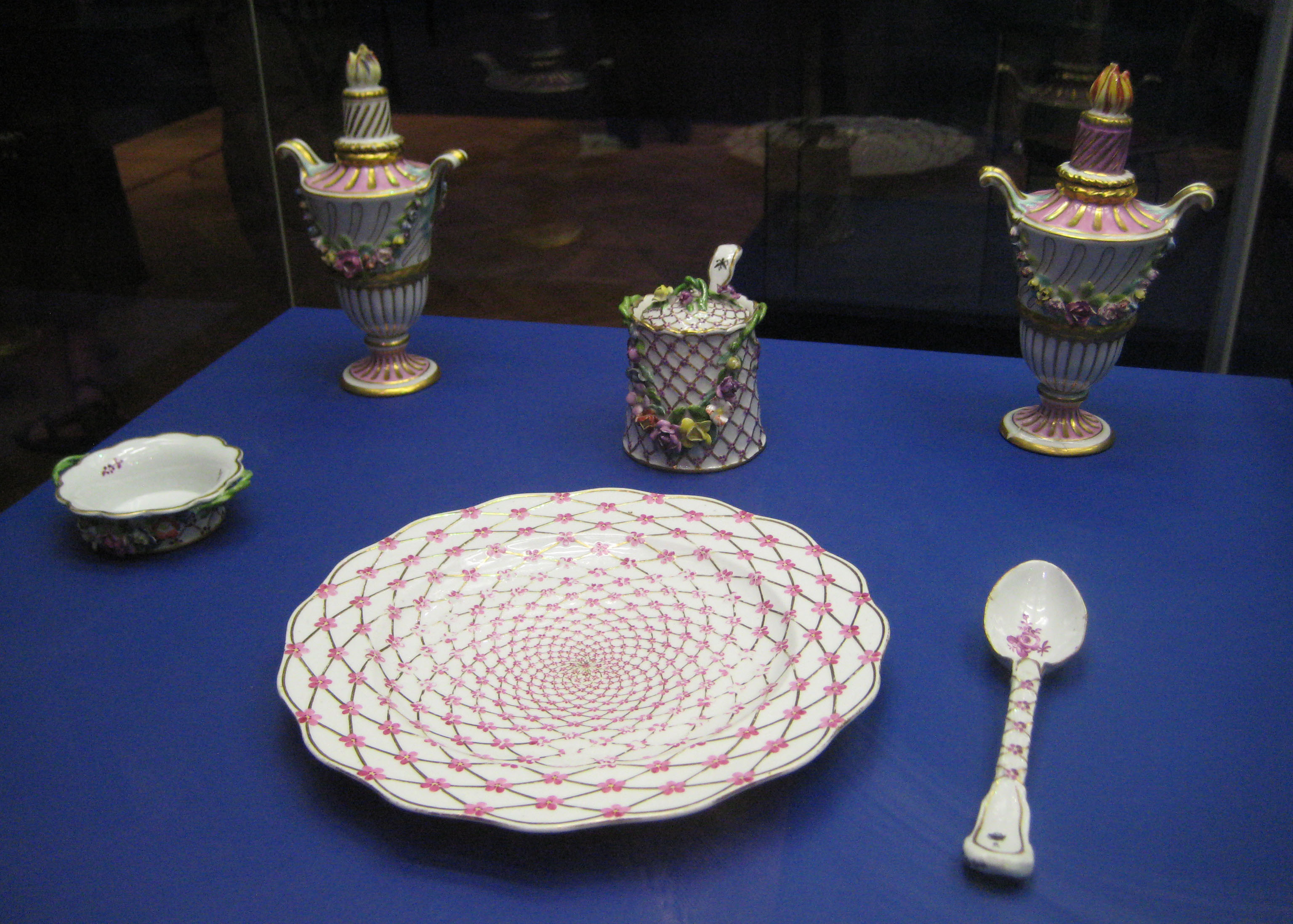
Предметы Собственного сервиза императрицы Елизаветы Петровны. 1756. Фарфор. Мастер Д. И. Виноградов. Государственный Эрмитаж, Санкт-Петербург
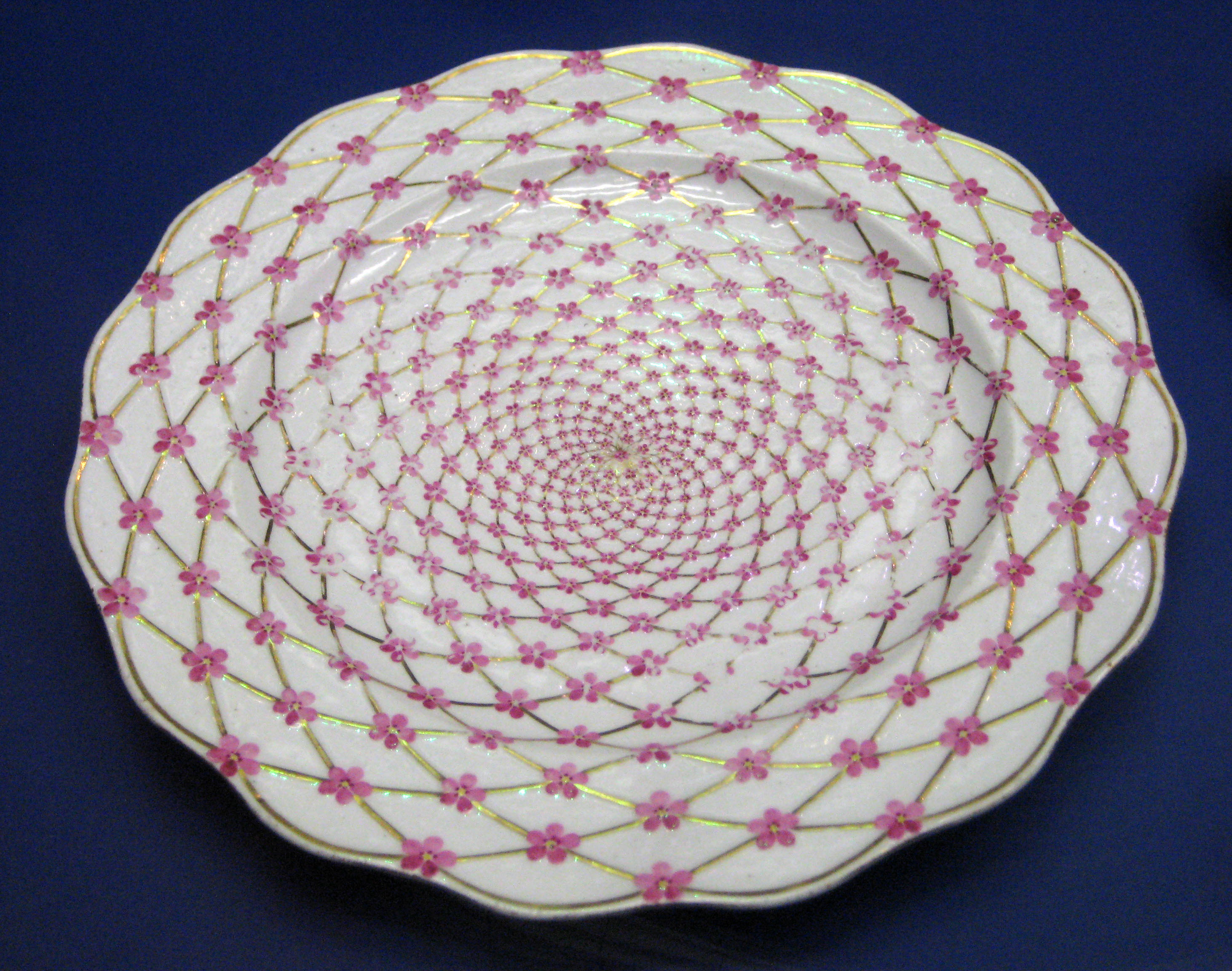
Тарелка Собственного сервиза императрицы Елизаветы Петровны

### Екатерининский фарфор
В 1765 году порцелиновая мануфактура была преобразована в Императорский фарфоровый завод. В 1760-х годах на заводе изготовили «Туалетный сервиз», подаренный императрицей Екатериной Великой графу Г. Г. Орлову и получивший позднее наименование «Орловского». Предметы сервиза расписаны изображениями военных атрибутов: орлов, знамён и пушек. Навершиями служат миниатюрные изображения бомб (граф Орлов был в то время главнокомандующим артиллерией). Орнаменты по борту и вензели «ГГО» выполнены золотом и серебром по рельефу, отчего сервиз напоминает ювелирное изделие из металла. Сходство подчёркивается тем, что часть предметов оправлена в золото и серебро. Эту работу выполнил швейцарский ювелир Жан-Пьер Адор.
Вначале автором проекта считали немецкого мастера, однако С. Н. Тройницкий установил авторство Гавриила Игнатьевича Козлова, академического художника, много работавшего в области декоративного и прикладного искусства.
Несмотря на развитие отечественного фарфорового производства императрица Екатерина II постоянно делала заказы дорогих сервизов на западноевропейских мануфактурах. Она желала быть информированной о новейших достижениях. Кроме того, западноевропейский фарфор всё ещё был лучшего качества. Интерес к изделиям знаменитых в Европе мануфактур стимулировали подарки западноевропейских монархов. Сохранилось около ста предметов сервиза графа Орлова-Чесменского, в предметах которого использованы практически все варианты рельефов и декоров майсенского фарфора того времени. Русский посол в Париже князь И. С. Барятинский приобретал фарфоровые сервизы для Екатерины II на Севрской фарфоровой мануфактуре. Только в одном 1779 году было потрачено 81000 ливров на покупку фарфоровых скульптур работы Л.-С. Буазо.
В 1772 году прусский король Фридрих II прислал в дар Екатерине II парадный десертный сервиз Берлинской фарфоровой мануфактуры. Центральное место в нём занимал Десерт-Триумф — скульптурная композиция из белого глазурованного фарфора, выполненная по моделям скульпторов Фридриха Элиаса Майера и его брата Вильгельма Кристиана. Композиция состоит из сорока фигур, выполненных из белого глазурованного фарфора. В центре на троне под балдахином восседает императрица, вокруг неё на ступенях в подобострастных позах — фигуры, представляющие народы России в национальных костюмах (часть фигур выполнена без росписи, костюмированная часть полихромно расписана). Сервиз доставили в Санкт-Петербург в 1772 году. Ныне эта композиция экспонируется в отдельной витрине в Гоcударственном Эрмитаже (здание Зимнего дворца, первый предцерковный зал № 269). Копия композиции «Десерт-Триумфа», созданная в 1908 году, экспонируется в московском Историческом музее.
По заказу Екатерины II Дж. Веджвудом был изготовлен уникальный «Сервиз с зелёной лягушкой» из фаянса «цвета сливок» с росписью.
В 1784 году в Санкт-Петербурге, в Зимнем дворце состоялось торжественное «смотрение» поднесённого императрице «Арабескового сервиза» (973 предмета на 60 персон). Сервиз был создан на Императорском фарфоровом заводе, его название происходит от росписи в «помпеянском» стиле в связи с распространившейся модой на искусство древних Помпей и Геркуланума. В России XVIII в. античный орнамент гротеска именовали арабеской, отсюда необычное название.

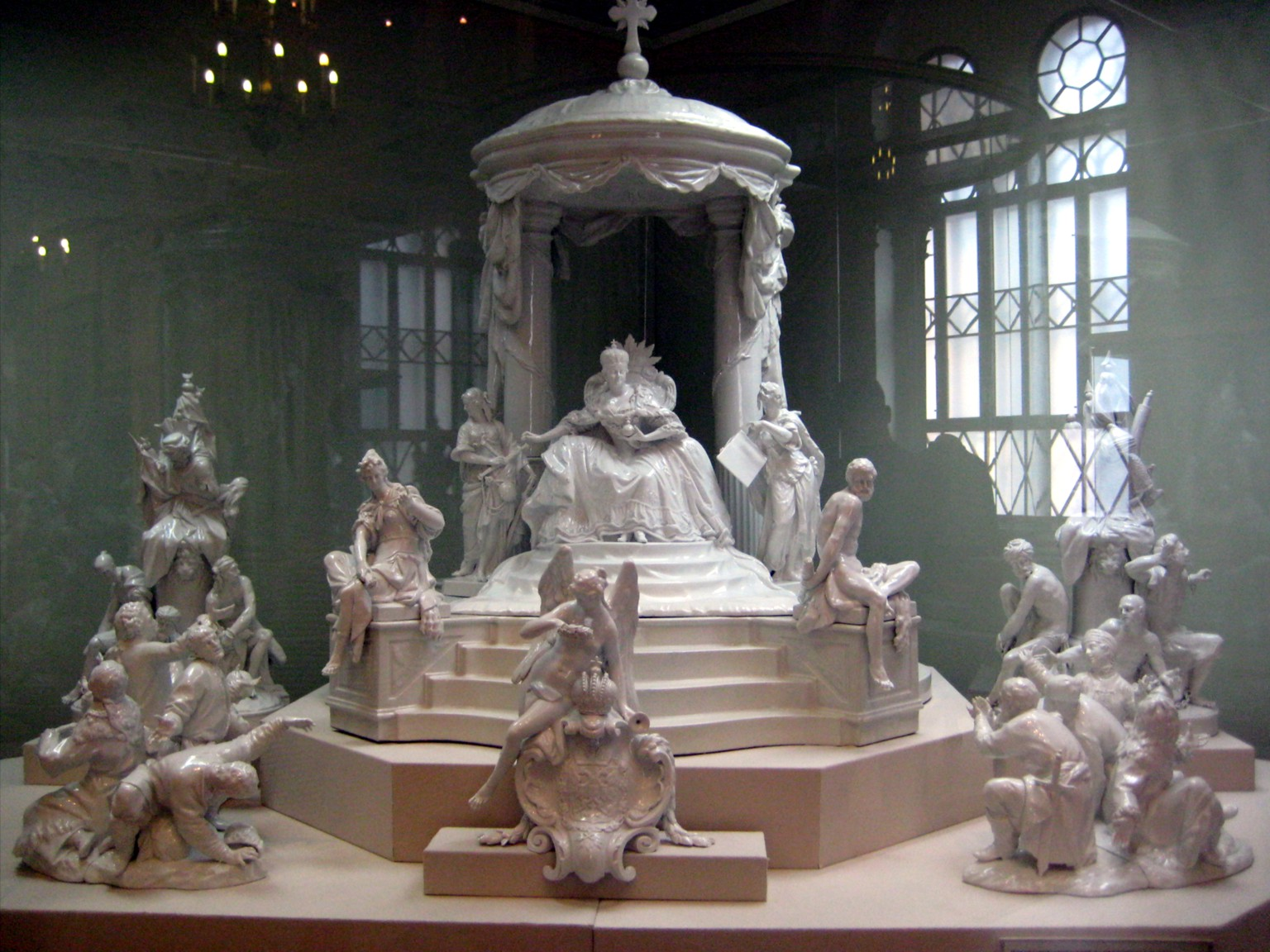
Десерт-Триумф для Екатерины Великой. Ф. Э. Майер, В. К. Майер. 1770—1772. Копия 1908 г. Государственный исторический музей, Москва
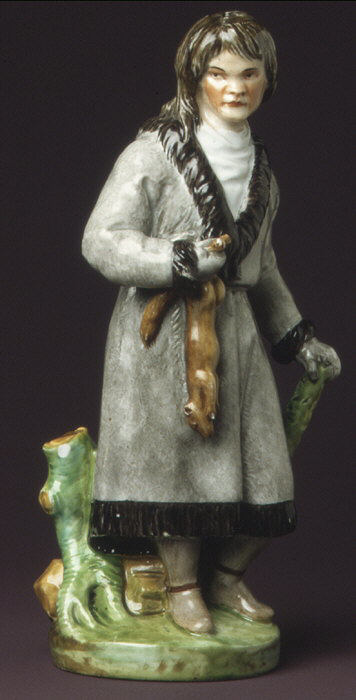
Житель камчатки. Фигура «Арабескового сервиза». 1784
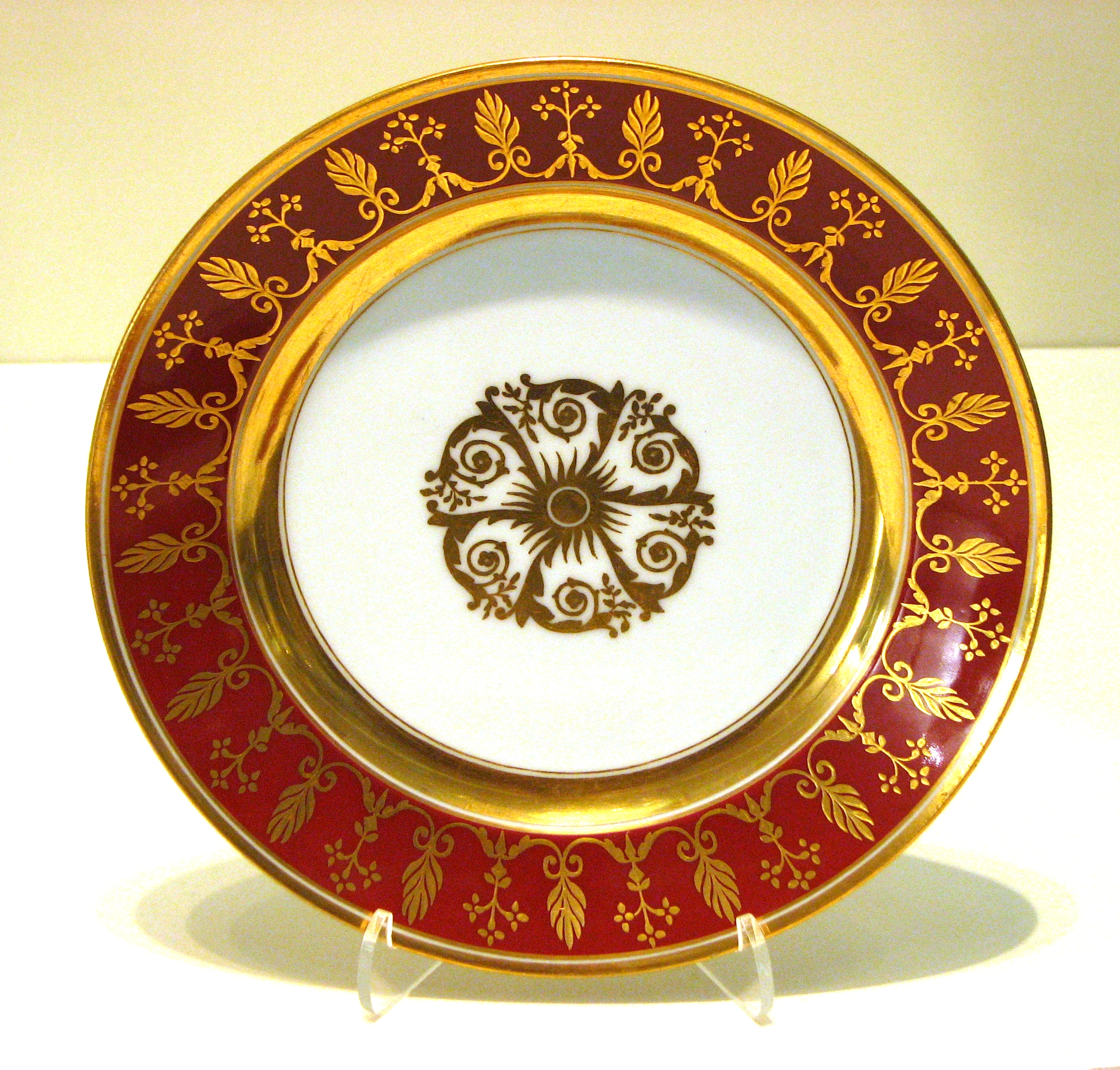
Тарелка Гурьевского сервиза
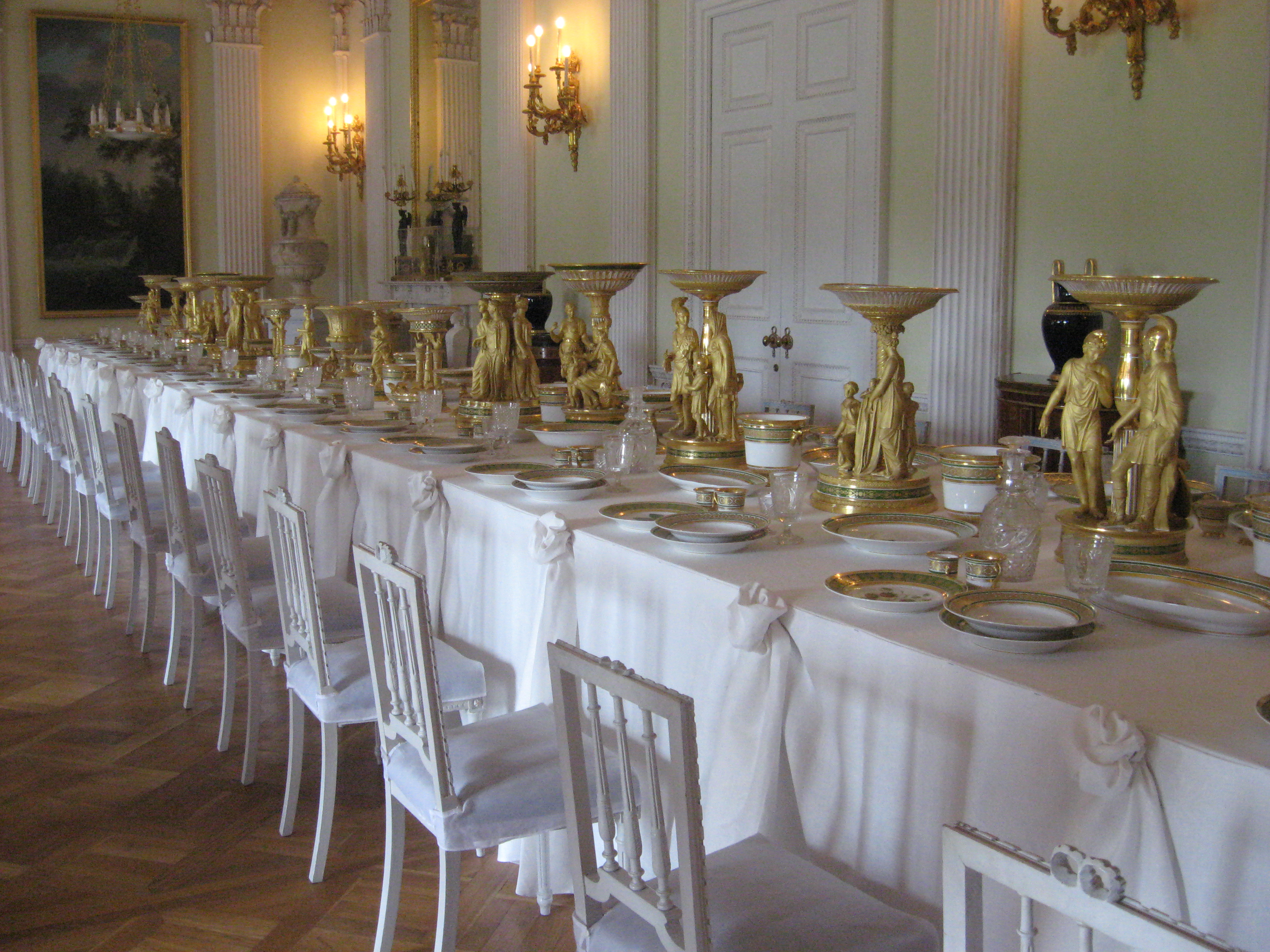
Большой дворец в Павловске. Белая столовая. Предметы Гербового сервиза
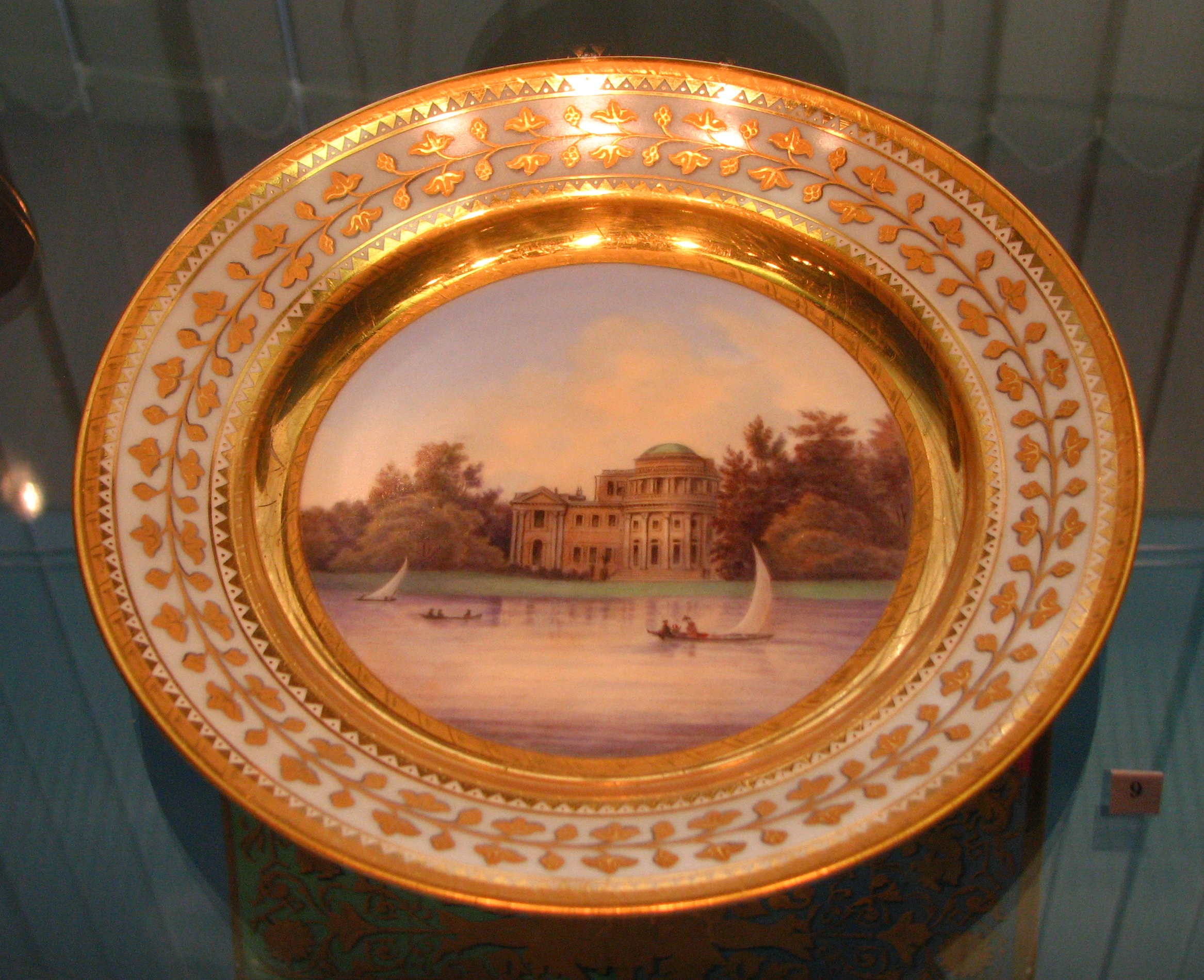
Тарелка Бабигонского сервиза с видом Елагина дворца

В духе времени, «Арабесковый сервиз», помимо отражения моды на «помпеянский» стиль, должен был продемонстрировать апофеоз деяний Екатерины Великой — дипломатические и военные победы России в связи с завоеванием Крыма (1771) и установлением протектората над Грузией (1783). Согласно идее, предложенной директором завода А. И. Вяземским, в состав сервиза вошло «филе» (фигуры, выстроенные «в линию»), представляющее «в честь Её Величества разные монументы». В разработке «программы» сервиза участвовали поэт Г. Р. Державин и архитектор Н. А. Львов.
Центр «филе» образовывал высокий постамент из белого фарфора с фигурой императрицы, по сторонам — две колонны, у пьедестала которых располагаются сидящие фигуры. Они олицетворяют Крым и Грузию под властью России. Рядом аллегорические фигуры с военными атрибутами — «Военная сила» и «Морская сила». Другие фигуры изображают, согласно идеям эпохи Просвещения, Человеколюбие, Справедливость (Юстицию), Правление, Великодушие. Фигуры отформованы по моделям выдающегося французского скульптора Жака-Доминика Рашетта, который с 1779 года и до конца жизни работал в России, в 1779—1804 годах возглавлял модельную мастерскую Императорского фарфорового завода.
В 1780-х годах на Императорском заводе делали предметы «Яхтинского сервиза» (в честь морских побед России), с мотивами, повторяющими роспись «Арабескового сервиза» и медальонами à la cameo («под камеи»). В те же годы по моделям Рашетта выполнили серию (около ста) фигур из фарфора, изображающих «народы России». Фигуры сделаны по гравюрам книги Й. Г. Георги «Описание всех в Российском государстве обитающих народов…».

## «Орденские сервизы»
26 ноября 1778 года в Зимнем дворце праздновали девятую годовщину учреждения в России ордена Святого Георгия Победоносца. Были приглашены все георгиевские кавалеры. В невской анфиладе Зимнего дворца в длинный ряд составили столы, а на столах красовался «орденский» — Георгиевский сервиз. На каждом из его предметов (вначале сервиз рассчитывался на 60 персон) помещено изображение ордена Св. Георгия в обрамлении из орденской ленты с тремя чёрными и двумя оранжевыми полосами.
В этот раз выполнение ответственного государственного заказа императрица Екатерина II, вероятно, при участии князя Г. А. Потёмкина, поручила не Императорскому заводу, а частному предприятию Фрэнсиса (Франца Яковлевича) Гарднера, шотландского лесоторговца, основавшего в 1766 году под Москвой, в селе Вербилки Дмитровского уезда производство фарфора. Рецептуру Гарднеру, вероятно, предоставил Иоганн Мюллер, арканист из Майсена, приглашённый в 1758 году на Императорский фарфоровый завод после кончины Д. И. Виноградова. Значительный вклад в успех предприятия внёс потомственный русский мастер из Гжели Андрей Гребенщиков.
В 1775—1780 годах у Гарднера работал немецкий технолог и живописец из Майсена Иоахим Кёстнер. Остроумный композиционный приём — орден в обрамлении лент — согласуется со стилем ампир, который начал формироваться во Франции лишь четверть века спустя, но имеет прототипы в продукции берлинской и майсенской мануфактур. На этом основании изобретение декора Георгиевского сервиза приписывали Кёстнеру. Однако, в документах, обнаруженных М. Г. Вороновым, названа фамилия Г. И. Козлова. Согласно этим документам, «задолго до того, как дворцовое ведомство закажет Францу Гарднеру изготовить на его заводе под Москвой орденские сервизы, Козлов по поручению Потёмкина работал над рисунками для этих сервизов».
В 1779—1780 годах аналогично Георгиевскому, на заводе Гарднера изготовили ещё два «орденских» сервиза: Александра Невского и Андреевский. В 1783—1785 годах — последний и самый большой (на 140 персон) — Владимирский сервиз.

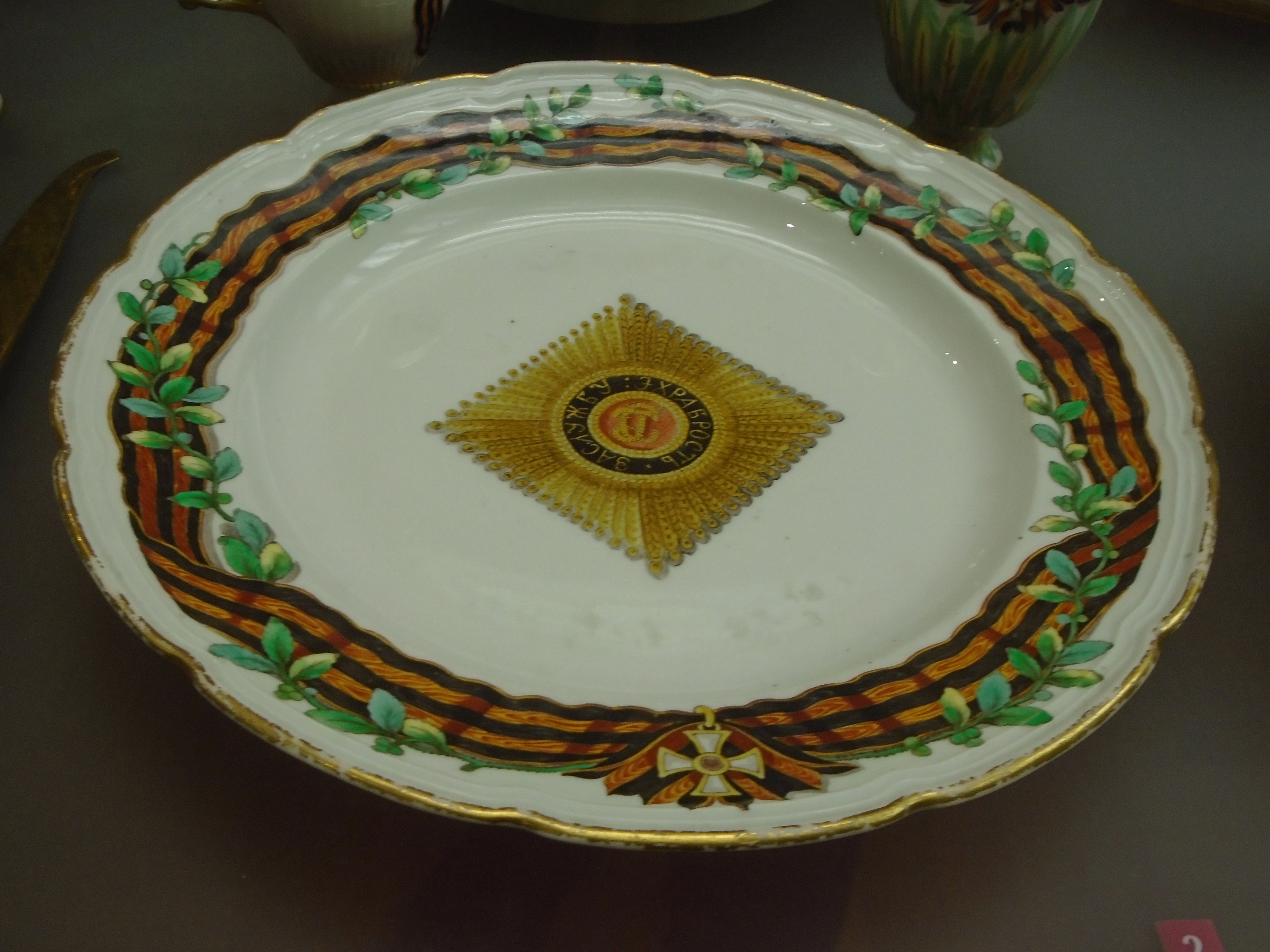
Тарелка Георгиевского сервиза. 1775—1780
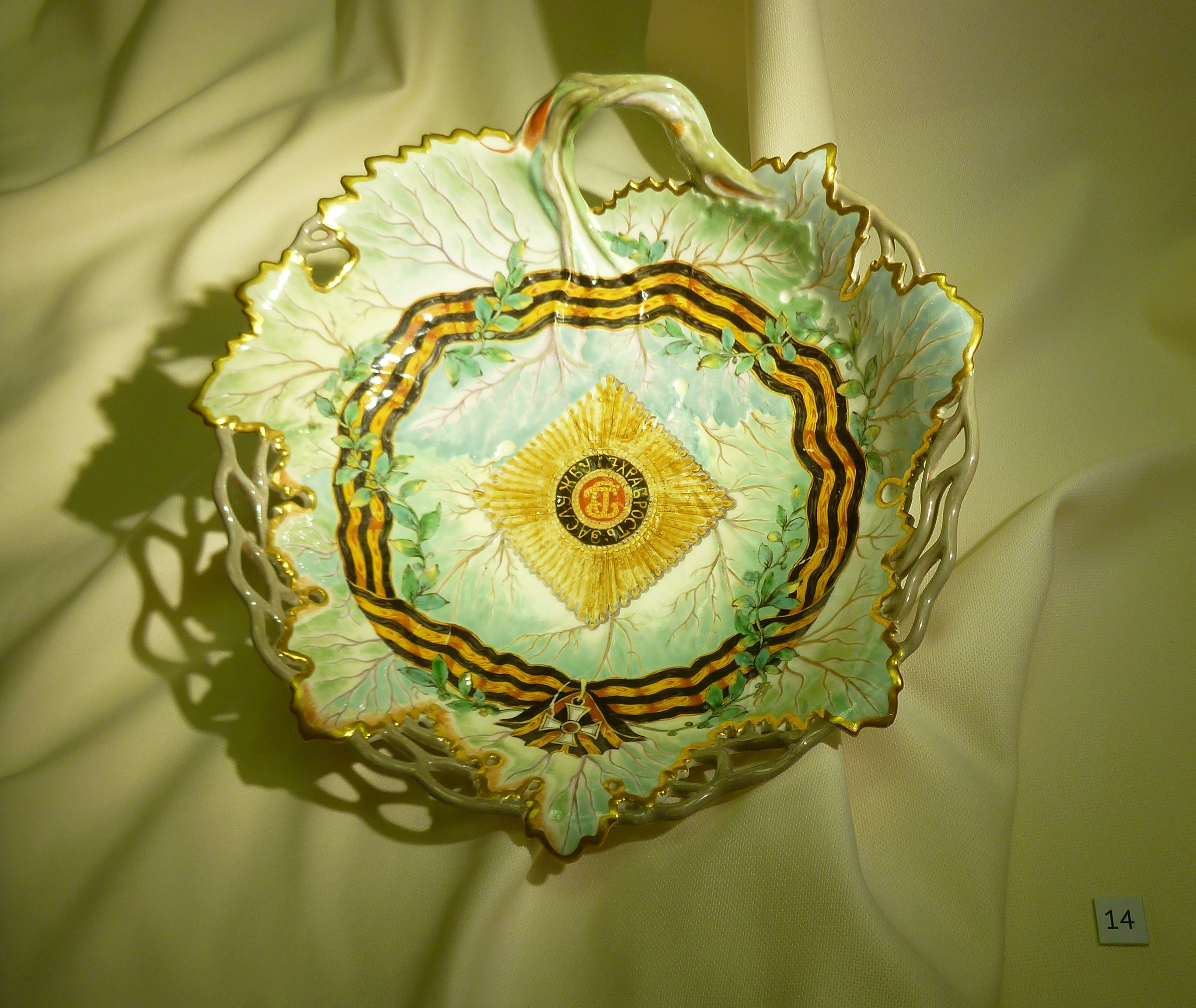
Корзинка Георгиевского сервиза. 1778
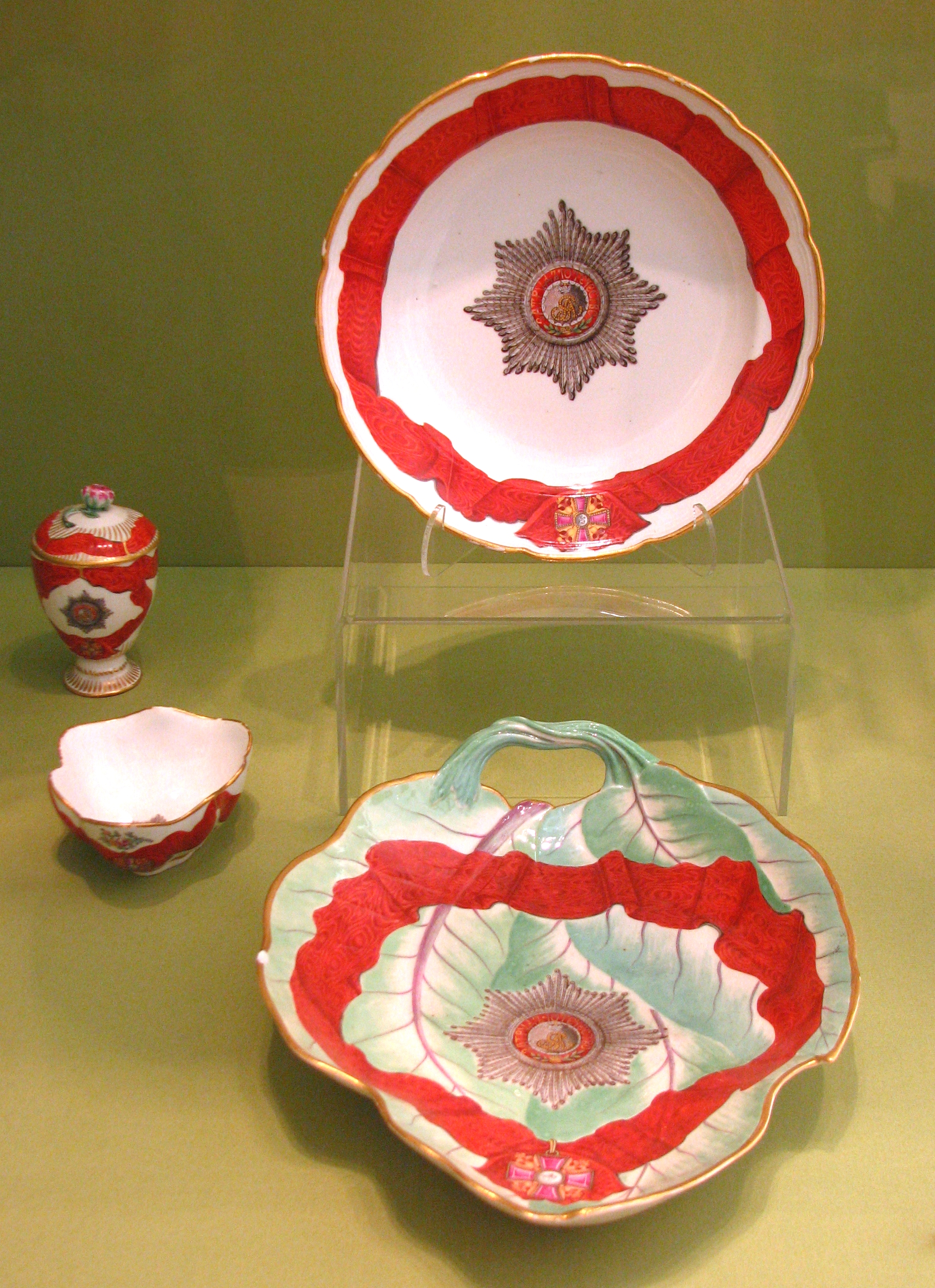
Предметы сервиза Ордена Александра Невского. 1779—1780
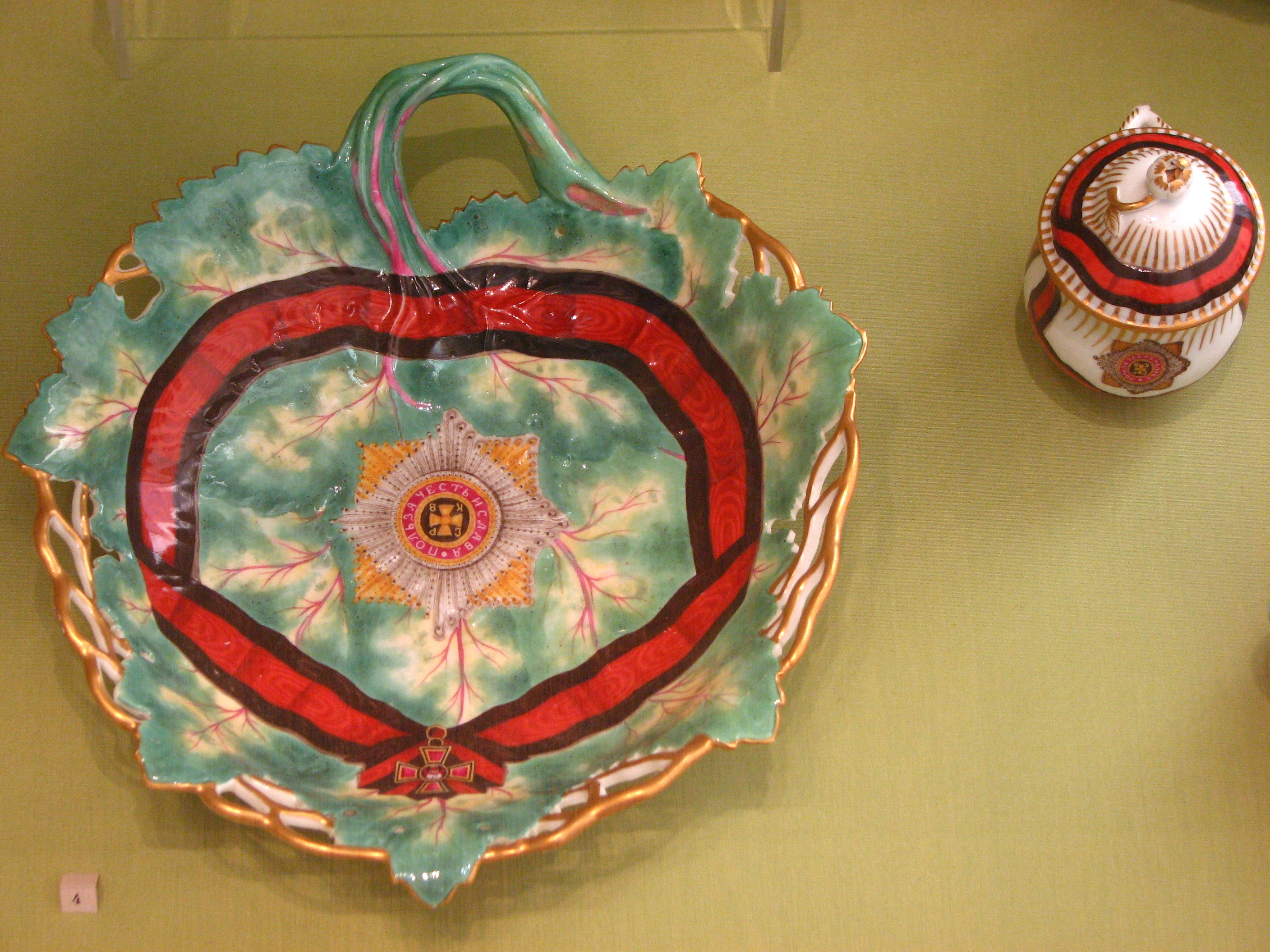
Предметы Владимирского сервиза. 1783—1785
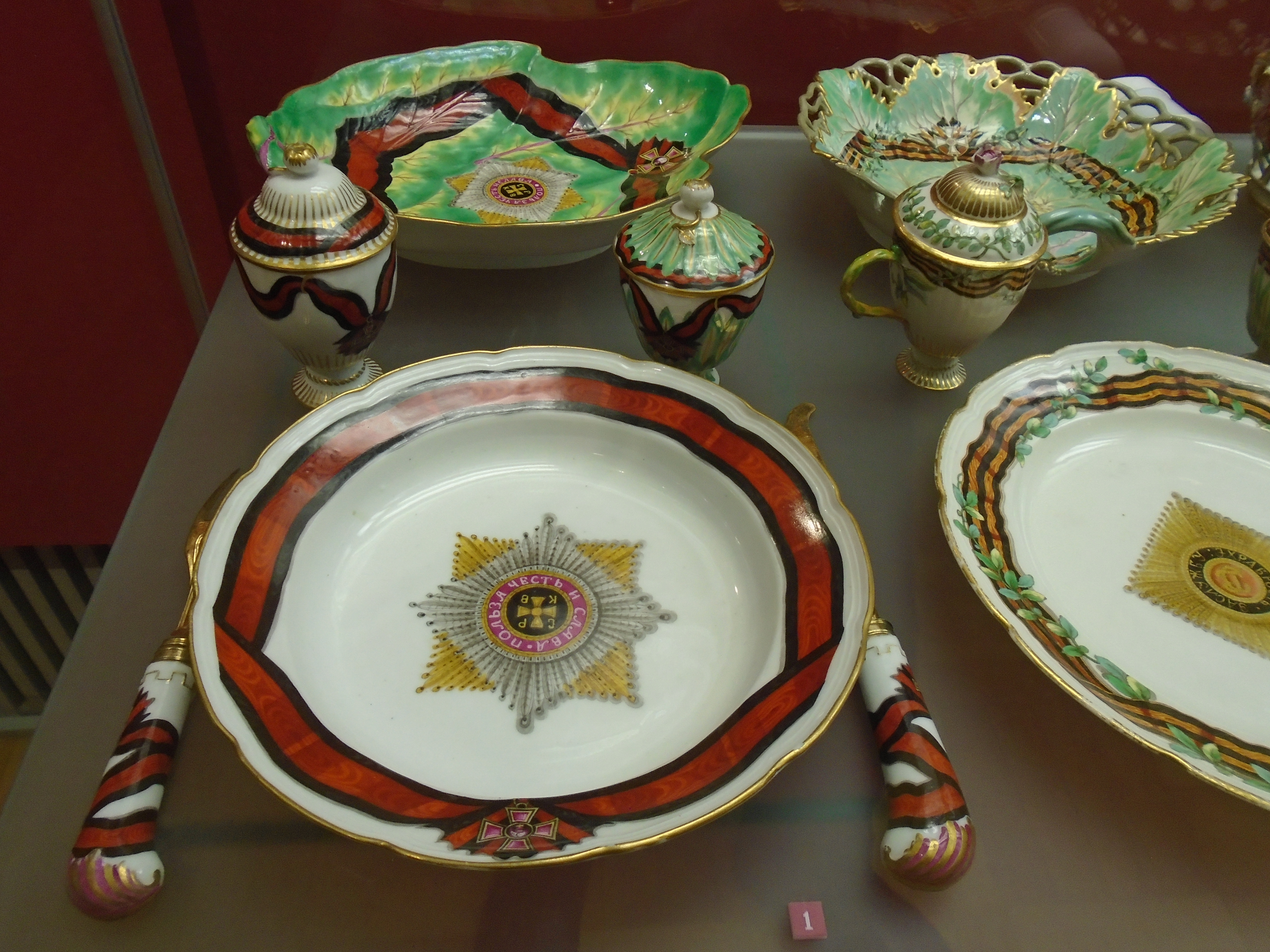
Предметы Владимирского и Георгиевского сервизов

### Переходный период: от екатерининского к александровскому классицизму и русскому ампиру
В 1793 году императрица Екатерина II заказала на Императорском фарфоровом заводе большой сервиз (на 60 персон, более 1000 предметов), предназначавшийся для секретаря кабинета графа Александра Андреевича Безбородко. Однако граф скончался в 1799 году и сервиз передали в собственность императорского кабинета, отсюда его название «Кабинетский». Форма предметов и композиция декора напоминают «Арабесковый сервиз», но в этом выдающемся произведении достигнут идеал классицистического стиля — гармония силуэта, немногочисленных лепных деталей — маскаронов, и росписей, скомпонованных в круглые и овальные медальоны. Довершают композицию обрамления в виде широких поясов, в которых по золотому фону написаны пышные гирлянды ярких полевых цветов. Художественную особенность сервизу придаёт сочетание русского цветочного мотива и пейзажей в медальонах, которые представляют виды Рима по мотивам гравюр Джузеппе Вази и его лучшего ученика Джованни Баттиста Пиранези. Произведения последнего императрица Екатерина II ценила более других и имела в своём собрании все альбомы его гравюр. На оборотных сторонах предметов имеются подписи на русском и французском языках (наименования изображённых памятников). Некоторые римские здания позднее были утрачены и поэтому изображения «Кабинетского сервиза» со временем приобрели особую иконографическую ценность. В состав сервиза входят скульптурные украшения из бисквита, выполненные по моделям Жака-Доминика Рашетта: восемь скульптурных групп на классические темы, среди них: Меркурий (по образцу «Отдыхающего Гермеса» работы Лисиппа конца IV в. до н. э.), Амур и Психея, «Свадьба Альдобрандини» (две фигуры по античной фреске «Альдобрандинская свадьба»).
«Кабинетский сервиз» стал в истории русского фарфора «рубежным». Его начали создавать в конце XVIII века в екатерининское время, дополняли в правление Павла I, а завершали в начале XIX столетия, в период александровского классицизма (1801—1825). По указу императора Александра I работу над сервизом завершили к 1803 году. Многие предметы со временем заменяли, существуют различные варианты сочетания форм и росписи (это было обычной практикой), что делает их «ещё значительнее и многообразнее с художественной точки зрения».
В 1798—1799 годах для Павла I на Императорском заводе создали «Юсуповский сервиз». Он был заказан для Императорского кабинета самим управляющим заводом князем Николаем Борисовичем Юсуповым, отсюда название. Для этого заказа использовали формы «Кабинетского сервиза» (650 предметов), но снабдили другой росписью, сохранив композиционный принцип и тему — виды Италии. На бордюрах появились растительные завитки золотом и рисунок греческого меандра.
В 1801—1826 годах управляющим Императорским заводом был граф Дмитрий Александрович Гурьев. Он призвал на завод новых художников и технологов. Так с 1808 года на заводе трудился французский живописец и скульптор-модельер Анри-Альбер Адам. Родом из Женевы, он был живописцем Севрской фарфоровой мануфактуры. Адам одним из первых ввёл в искусстве русского фарфора технику миниатюрной пунктирной росписи по живописным оригиналам западноевропейских и русских художников. Его произведения отличаются особенной тонкостью техники и изысканностью колорита.
В 1816 году руководителем живописной мастерской петербургского завода стал другой выходец из Севра — Ж.-Ф. Свеба́х. Этот мастер привнёс в искусство русского фарфора черты французского стиля ампир и широкую, свободную манеру письма, отчасти напоминающую акварель. Вместе с ним в Петербурге трудился его сын, также живописец по фарфору, Бернар-Эдуар Свебах (1800—1870).
С 1796 года в России работал швейцарский живописец, рисовальщик, скульптор и знаток керамического производства Жан-Франсуа-Ксавье Хаттенбергер, или Франц Иванович Гаттенбергер (1760—1820). С 1802 года он сотрудничал с Императорским фарфоровым заводом, в 1803—1806 годах был его директором. Гаттенбергер реорганизовал техническую часть завода, создавал скульптурные модели, рисунки ваз, пьедесталов, настольных украшений в пышном стиле французского ампира. Римские мотивы сочетаются в проектах Гаттенбергера с «этрусскими», «помпеянскими» и «египетскими». Его манера — резкая, жёсткая, и многие проекты для фарфора кажутся предназначенными для бронзы..
Одной из важнейших особенностей русского декоративно-прикладного искусства начала XIX века является стилеобразующая роль выдающихся архитекторов русского классицизма. Так например, важное значение для работы мастеров Императорского фарфорового завода имело творчество двух выдающихся архитекторов периода александровского классицизма: Андрея Никифоровича Воронихина и Жана-Франсуа Тома де Томона. Ровесники, русский и француз, вынуждены были конкурировать и в архитектурном творчестве, и в декоративно-прикладном искусстве. Оба числились инвенторами и дессинаторами (сочинителями и рисовальщиками) на Императорских фарфоровом и стеклянном заводах.
Одно из лучших произведений фарфорового завода тех лет — вазу «Сплетницы» — в разное время относили то к творчеству Воронихина, то к работам Тома де Томона (похожие рисунки есть у обоих художников). Ныне считается, что она выполнена по эскизу французского художника «этрусского стиля» Жана-Демосфена Дюгура (1749—1825), который в России не был, а проект, скорее всего, разрабатывал Воронихин.
С 1815 года модельером на заводе работал скульптор Алексей Ильич Воронихин (1788—1846), племянник архитектора. Скульптурные детали фарфоровых ваз по рисункам А. Н. Воронихина обычно выполнял выдающийся академический скульптор Степан Степанович Пименов.
С 1809 года Пименов руководил модельной мастерской Императорского фарфорового завода. С его именем связан шедевр в искусстве русского фарфора — Гурьевский сервиз (заказанный в 1809 году графом Д. А. Гурьевым, в то время директором завода, для Императорского кабинета). Большой столовый сервиз был рассчитан на 50 кувертов (сохранилось около 820 предметов). Сервиз создавали в период национального романтизма и вначале он именовался «русским», или «Сервизом с изображением российских костюмов», с 1824 года — «Гурьевским». Скульптурную часть выполнял главный модельмейстер Пименов, живописную на тему «Народы России» — А. А. Адам с помощниками, заканчивал с 1813 года Ж.-Ф. Свебах. Опоры чаш, ваз, конфетниц Пименов сделал в виде мужских и женских фигур из позолоченного фарфора, по-академически антикизированных, но «одел» их в русские национальные костюмы. В 1817 году в связи с работой над сервизом Пименов создал парные фигурки «Водоноски» (по мотивам картин А. Г. Венецианова) и «Разносчика фруктов» — "оригинальные и в то же время типичные произведения русского романтического классицизма первой трети XIX века. Cуществует несколько вариантов росписи этих фигур: «бланжевых» (телесного цвета), белых с золотой «доводкой» и полихромных.
Прообразом композиции стал Олимпийский сервиз, изготовленный на французской мануфактуре в Севре и подаренный в 1807 году Наполеоном Бонапартом российскому императору Александру I. Но предметы Гурьевского сервиза интересны «национальной росписью», представляющей «русские типы».
В росписи десертных тарелок Гурьевского сервиза принимал участие Анри-Альбер Адам. В обрамлениях насчитывают свыше девяноста образцов античного орнамента, как и в Олимпийском сервизе, золотом по красно-коричневому тону, — таким знатоком античности мог быть только Тома де Томон, дессинатор (рисовальщик) завода.
Для изображения «русских типов» использовали альбом из ста раскрашенных от руки офортов «Живописное представление обычаев, костюмов и бытовых сцен русских», изданный в 1803—1804 годах в Лондоне по рисункам английского художника Джона Августа Аткинсона, который в 1784—1801 годах жил в Санкт-Петербурге и путешествовал по России. В качестве иконографического источника использовали также рисунки К. Г. Гейслера, немецкого рисовальщика и гравёра, в 1790—1798 годах бывшего в России. Пейзажи на вазах и бутылочных передачах писали по картинам русских живописцев Ф. Я. Алексеева, Ф. М. Матвеева, С. Ф. Щедрина и по гравюрам С. Ф. Галактионова.

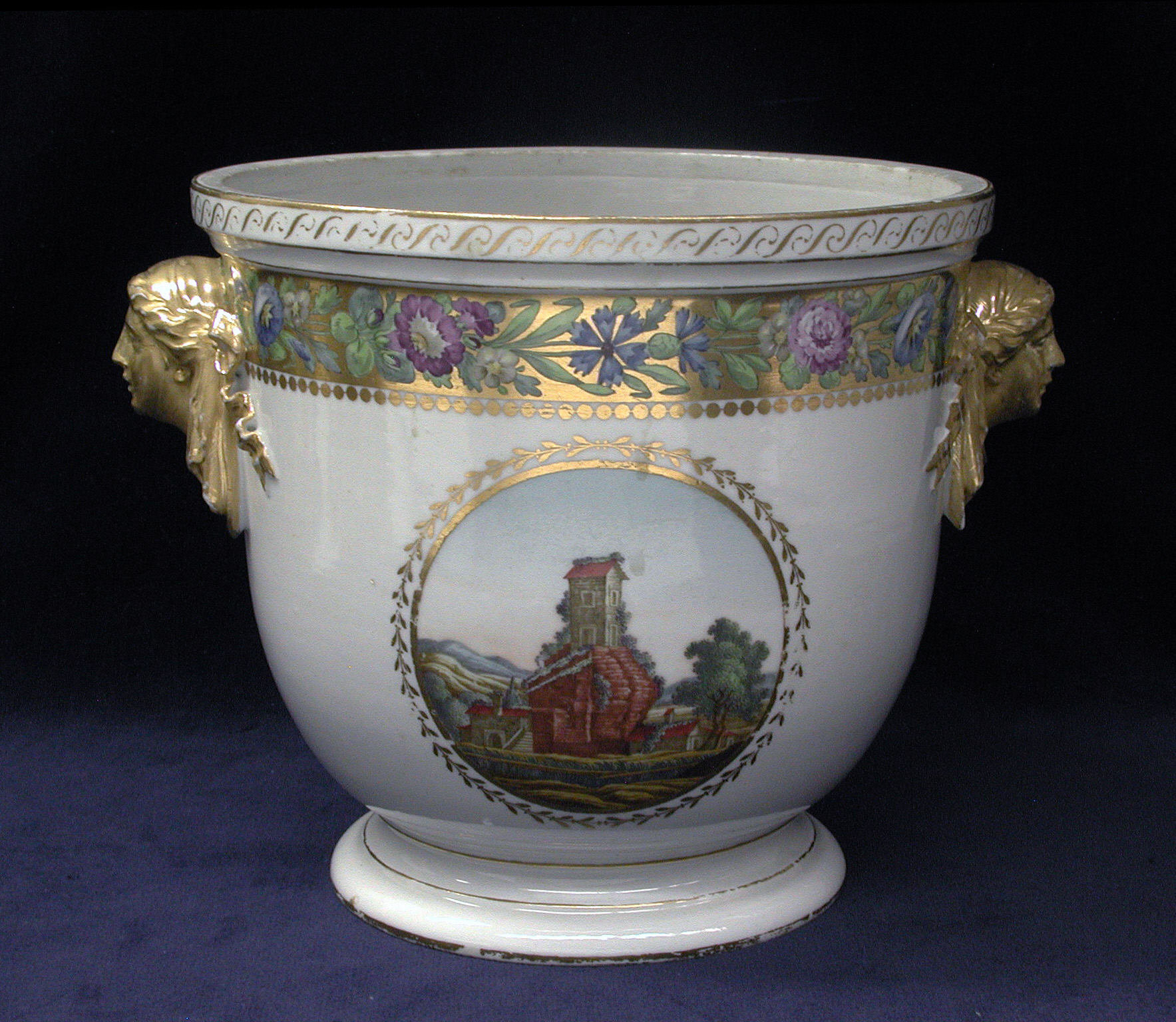
«Холодильник» Кабинетского сервиза. 1793—1803
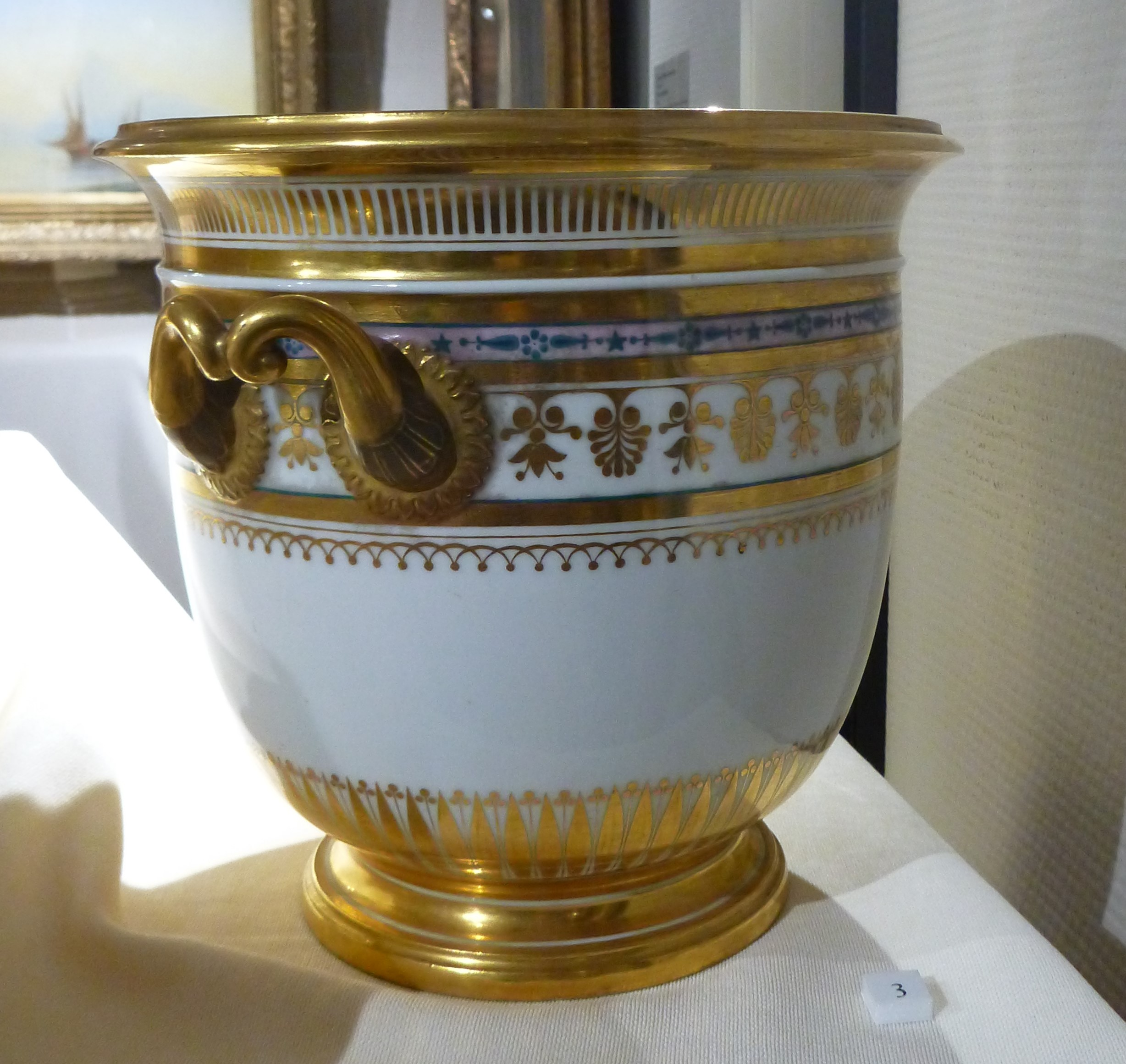
Бутылочная передача из Бабигонского сервиза
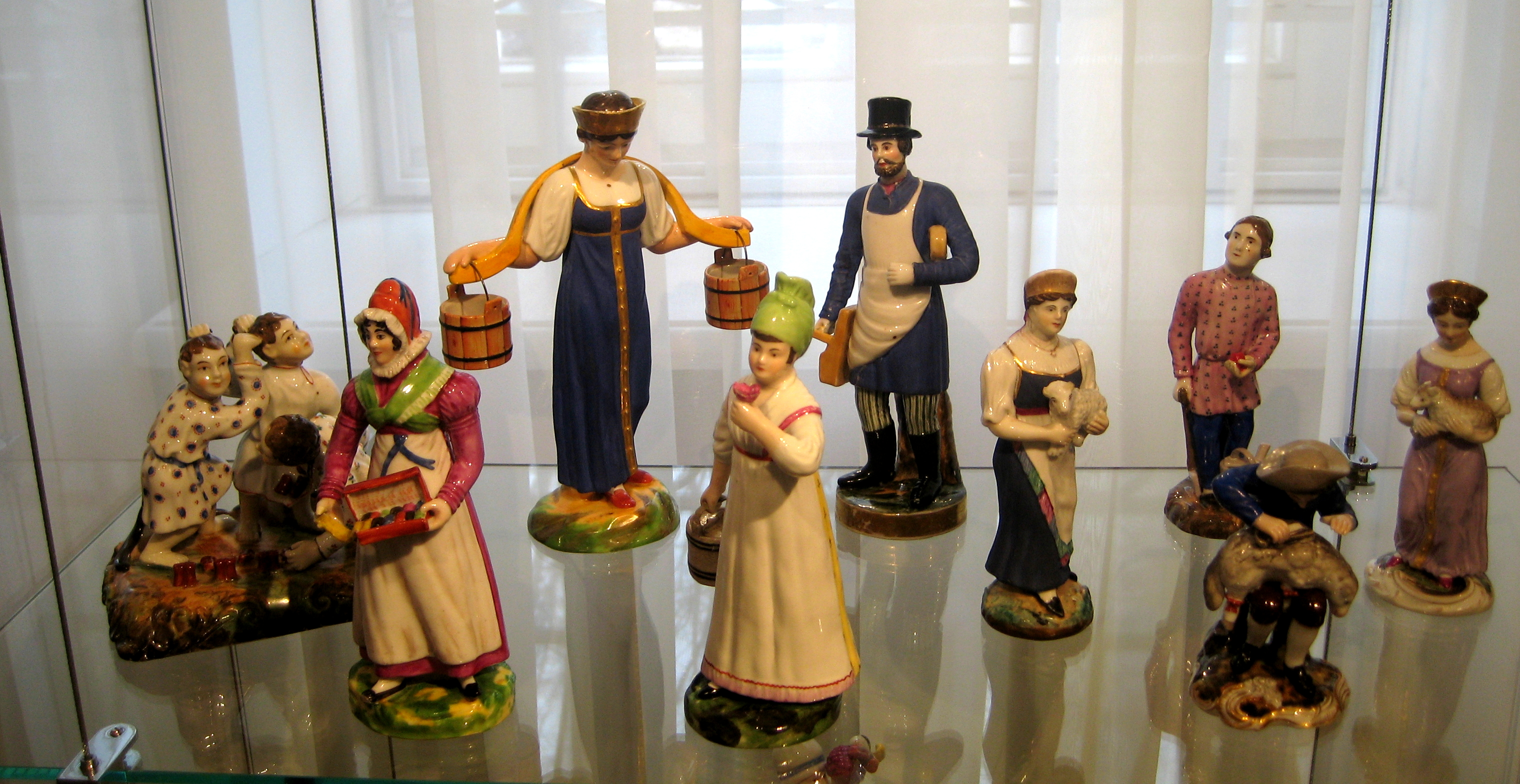
Фигурки «народные типы» и «Водоноска» (1817) по модели С. С. Пименова
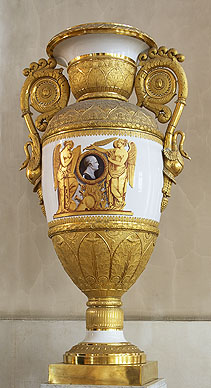
Ваза «Россия». 1828. Государственный Эрмитаж, Санкт-Петербург
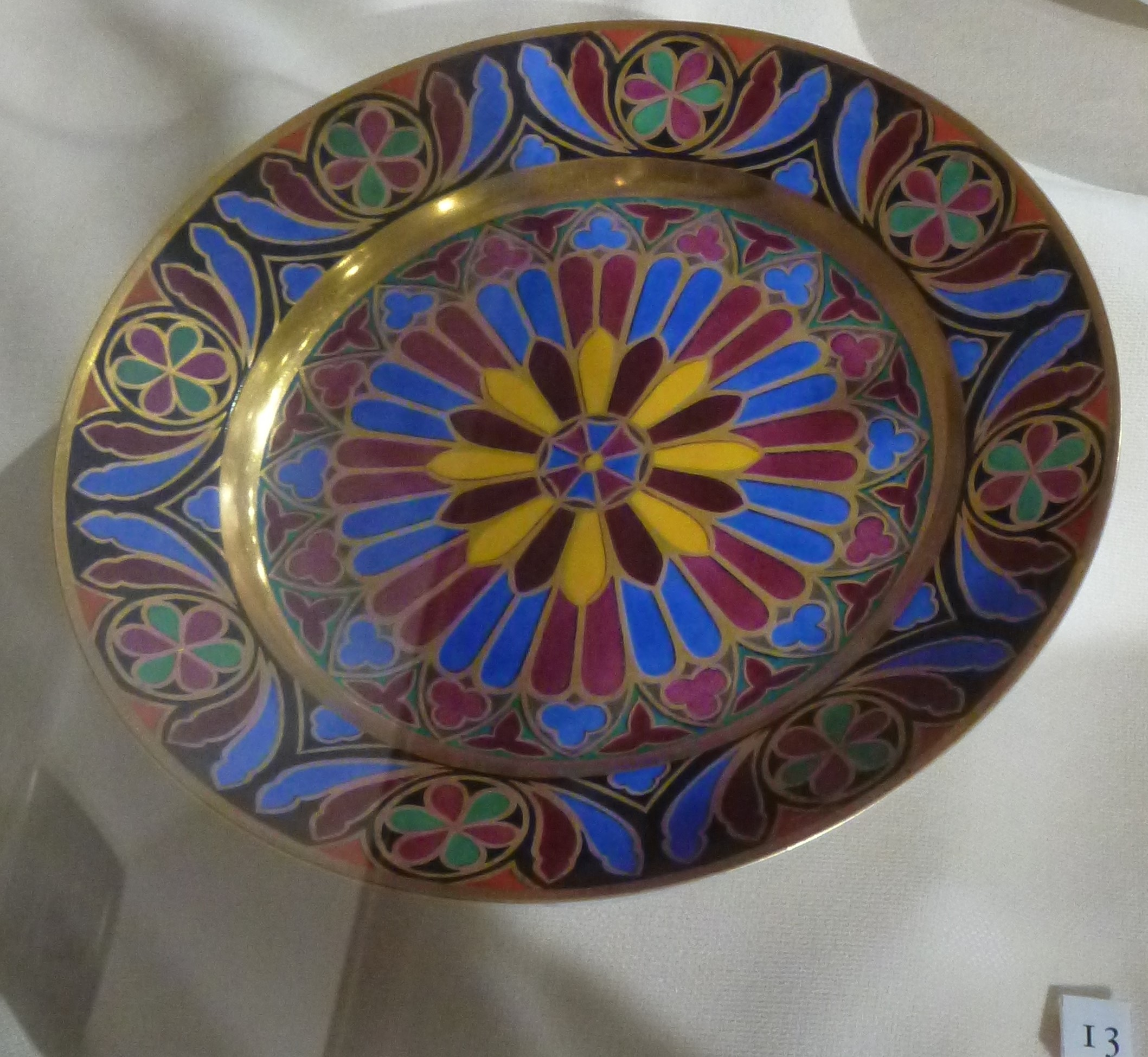
Тарелка десертная из «Готического сервиза» дворца Коттедж в Петергофе. 1831. Фарфор, роспись, золочение. Императорский фарфоровый завод, Санкт-Петербург
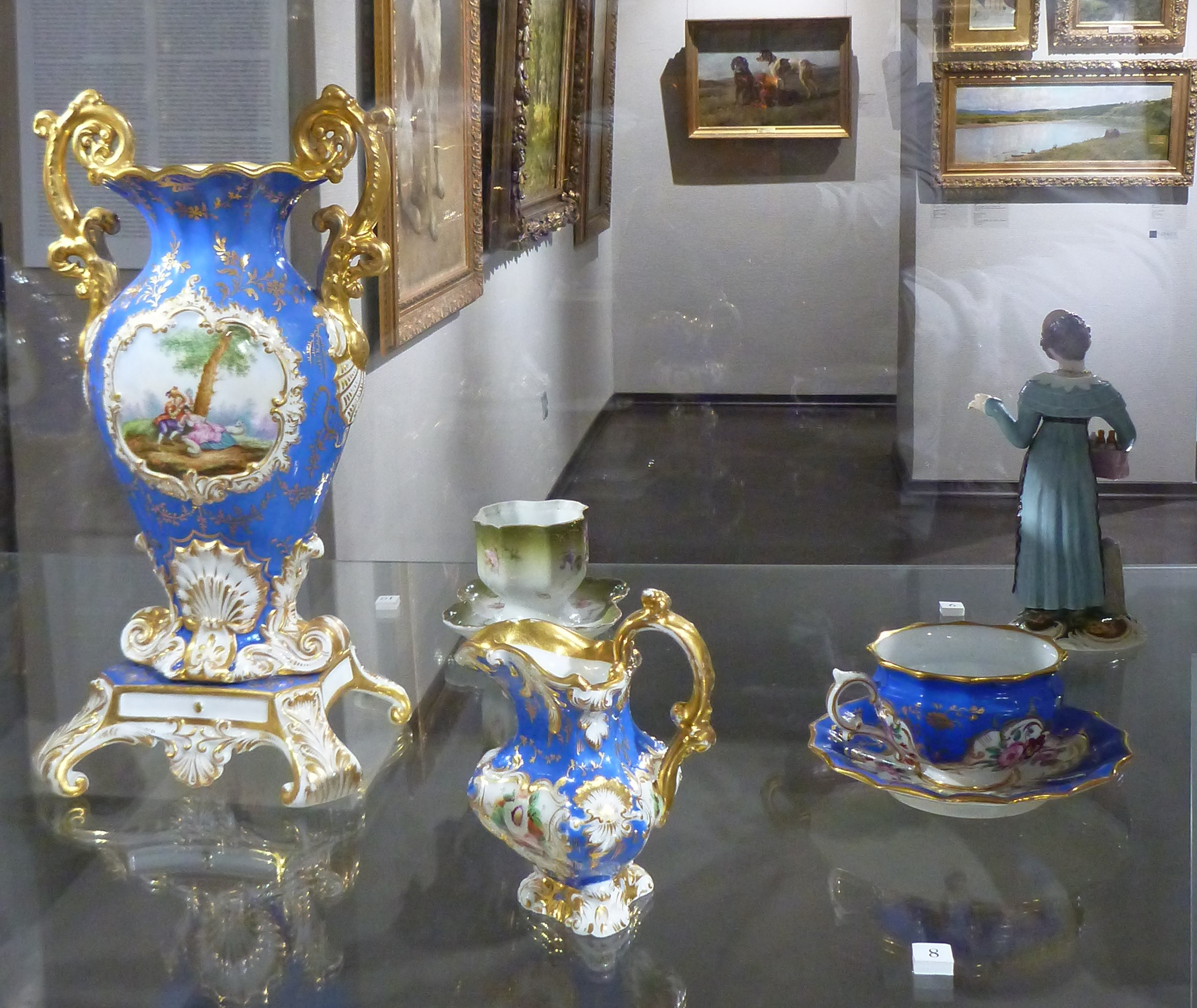
Изделия завода братьев Корниловых. Вторая треть XIX века

Последующие сервизы Императорского завода варьировали удачно найденные композиционные приёмы Гурьевского сервиза. В 1817 году по случаю бракосочетания Великого князя Николая Павловича (будущего императора Николая I) и дочери прусского короля Фридриха Вильгельма III (Александры Фёдоровны, в девичестве Фредерики Луизы Шарлотты) изготовили Николаевский сервиз. Сервиз находился в Николаевском (Аничковом) дворце, интерьеры которого по этому случаю заново оформил К. И. Росси в стиле русского ампира. Сплошная позолота пятнадцати декоративных аллегорических фигур, несущих вазы (они олицетворяют супружеское счастье и благополучие) гармонировали с отделкой интерьера.
В 1819—1822 годах для Великого князя Михаила Павловича (брата Николая I) аналогично предыдущему создали Михайловский сервиз. В 1823 году для императора Александра I — Елагиноостровский, также с классицистическими фигурами (по велению императора сервиз находился во дворце на Елагином острове).
В 1824 году для Большого петергофского дворца на Императорском заводе создали парадный сервиз (около 1,5 тысяч предметов столовой и десертной частей). Подставки ваз и конфетниц выполнены С. С. Пименовым в виде аллегорических и мифологических фигур. Росписи — изображения пригородных дворцов и парков, портреты членов императорской фамилии — обрамлены серовато-сиреневым поясом с золочёным орнаментом — цветами и листьями. В 1857—1858 годах сервиз передали в малый дворец Бельведер в верхнем Петергофе, находящийся в местности Бабигон (искаж. финск. Pappigontu —"Пастырский холм"), откуда его позднейшее название — Бабигонский. Ныне от сервиза сохранилось около ста предметов, находящихся в разных музеях.
В 1827 году на заводе по заказу Николая I для матери императора — Марии Фёдоровны и её дворца в Павловске создали Гербовый сервиз. Скульптурные модели Гербового сервиза выполнили С. С. Пименов и А. И. Воронихин. В 1828 году появился Золотой сервиз, ампирный стиль которого ныне в экспозиции Большого дворца в Павловске гармонирует с архитектурой В. Бренны и скульптурой М. И. Козловского.
Многие изделия Императорского фарфорового завода первой трети и середины XIX столетия характерны обилием позолоты и цветочной росписи, имитацией в фарфоре позолоченной бронзы или цветного камня; причудливым сочетанием западноевропейских и русских мотивов.
В 1813 году после смерти архитектора Тома де Томона место рисовальщика Императорских фарфорового и стеклянного заводов занял выдающийся зодчий Карл Росси.

### Период стилизаций
Отдельное место в истории русского фарфора занимает огромная ваза «Россия» (высотой 2,22 м). Она изготовлена на Императорском заводе в 1828 году с помощью французских мастеров в память императора Александра I. Ваза напоминает изделия из молочного стекла, а позолоченные части фарфора неотличимы от вызолоченных бронзовых. На лицевой стороне имеется профильный портрет «à la cameo» императора Александра, на оборотной — военные «трофеи».
Часть изделий Императорского завода связана со стилизаторскими тенденциями периода историзма в русском искусстве XIX века. В 1831—1832 годах для Зимнего дворца в Петербурге изготовили фарфоровый «Готический сервиз» с имитацией росписью мотива переплёта готических витражей. Позднее этот сервиз перенесли во дворец Коттедж в петергофском парке Александрия (проект Адама Менеласа в стиле английской готики). Похожий сервиз сделали на Императорском стеклянном заводе. В 1832—1834 годах — ещё один готический сервиз из фарфора.
В 1837—1838 годах на заводе по эскизам архитектора и историка искусства Ф. Г. Солнцева для Большого Кремлёвского дворца был создан сервиз, получивший название «Кремлёвский». В истории завода это был один из самых больших сервизов: только тарелок было изготовлено 4000.
В 1883 году к четырёхсотлетию со дня рождения Рафаэля Санти на Императорском фарфором заводе создали «Рафаэлевский сервиз» с «фигурами и гротесками». Автором декора по мотивам росписей Лоджии Рафаэля в Ватикане был художник С. Р. Романов.
В конце XIX века Императорский фарфоровый завод испытывал кризис, в 1890 году его объединили с Императорским стеклянным заводом, но предприятие не могло справиться с финансовыми трудностями. Художественный уровень изделий также снижался. В 1892—1894 годах на заводе работали приглашённые датские мастера К. Ф. Лиисберг и К. Л. Мортенсен. Они привнесли новые качества и стилистику северного модерна в роспись фарфора «бледными красками», свойственные продукции Копенгагенской королевской фарфоровой мануфактуры.

## Частные заводы
В музеях Павловска, Петергофа и других собраниях хранятся многие изделия, созданные в конце XVIII столетия на Императорском заводе. Все они представляют собой характерные примеры русского классицизма с использованием западноевропейских источников и образцов. Однако Императорский завод обслуживал в основном потребности Двора, а продукция частных заводов, прежде всего Фрэнсиса Гарднера, и других, в значительном количестве возникавших в XIX столетии, заполняла дома «всей России»: помещиков «средней руки», купцов, мещан и зажиточных крестьян. Эти изделия, в сравнении со столичными, выглядят более русскими. Продукция частных заводов характеризуется многообразием форм, композиционных и технических приёмов декорирования, теснее связанных с народным искусством.

### Юсуповский фарфор
В историю русского искусства прочно вошло выражение «юсуповский фарфор». Князь Н. Б. Юсупов, крупнейший российский меценат и коллекционер произведений искусства, директор Императорских театров (1791—1796), картинной галереи Эрмитажа (1797), с 1789 года управляющий петербургской Шпалерной мануфактурой, в 1792—1800 годах — стеклянным и фарфоровым Императорскими заводами, в 1814 году устроил в своём подмосковном имении Архангельское «фарфоровое заведение».
Подобно другим предприятиям Юсупова (оркестру и театру), на мануфактуре работали крепостные крестьяне, прошедшие специальную выучку. Преподавали французские мастера и их русские ученики, их обучением руководил французский живописец Никола де Куртейль.
В мастерских Архангельского осуществляли только роспись; «бельё» (нерасписанные изделия) заказывали на Императорском заводе в Петербурге, частном заводе Попова или во Франции. Для обучения брали крепостных мальчиков и девочек в возрасте 10-12 лет и взрослых крестьян, имевших способности к рисованию. Учили рисованию карандашом и письму акварелью, а после этого — живописи на фарфоре.
В 1822 году «живописное заведение» в Архангельском возглавил французский мастер из Севра Огюст-Филипп Ламбер (?—1835). В 1827 году он построил на средства Юсупова новый завод. В дальнейшем предприятие Ламбера производило только фаянсовую посуду (производство фарфора наладить не удалось). Образцами для росписи служили французские и русские гравюры, в том числе с известных картин, портреты, ботанические атласы. Расписывали фаянс под делфтские или китайские изделия. В целом роспись носила слегка наивный провинциальный характер, что придаёт юсуповским изделиям особое очарование. После кончины владельца усадьбы в 1831 году завод просуществовал недолго и в конце 1839 года был закрыт как «недоходный».

### Завод Гарднера
В 1766 году шотландский купец Фрэнсис Гарднер в подмосковных Вербилках основал производство фарфора. Cуществует информация, что в этом месте посуду из фаянса производили ещё в те времена, когда этой землей владел князь Урусов. Первые мастера, трудившиеся на заводе, были немецкими, из Майсена, но впоследствии их заменяли русскими. В 1770—1780-х годах завод Гарднера выпускал фарфоровые фигурки по майсенским моделям: «дети-садовники», пастухи, пастушки, Арлекин и Коломбина. Большие кружки в виде голов турка и турчанки, сделанные по немецким образцам, появились в связи с победами в русско-турецких войнах 1768—1774 годов.
На заводе Гарднера в Вербилках выпускали также серию расписных фигур «Русские типы» по гравюрам ученика А. Г. Венецианова — гравёра и литографа Капитона Алексеевича Зеленцова. Для литографированного обозрения «Волшебный фонарь», или «Зрелище С.-Петербургских расхожих продавцов, мастеров и других простонародных промышленников…», Зеленцов выполнил по собственным рисункам сорок раскрашенных от руки офортов. Всего в 1817 г. в Петербурге вышло 12 номеров журнала (ежемесячно) с 42 иллюстрациями: 41 гравюра (40 раскрашенных) и 1 литография: «Народный праздник на Невском».
Фигуры Гарднеровского завода, как и журнальные иллюстрации, пользовались успехом на волне национально-романтического движения в России первой трети XIX века. Популярными были также фигурки «болванчиков» — китайцев и китаянок с качающимися на шарнирах головами. На заводе Гарднера изготовили сатирическую фигурку «монах со снопом и девушкой» (по немецкому образцу). Производство этой фигуры запретила цензура, но её продолжали выпускать вплоть до начала XX века на многих российских мануфактурах.

### «Батенинский фарфор»
В начале XIX века в России возникли десятки новых небольших частных фарфоровых и фаянсовых заводов. В 1814 году свой завод в Санкт-Петербурге основали купцы Батенины. Завод действовал до 1839 года. На заводе Батениных выпускали сервизы с видами северной столицы. Для продукции этого предприятия характерны большие золочёные вазы в стиле ампир, похожие на древнегреческие амфоры, но расписанные в клеймах пышными «купеческими» букетами роз.

### Завод братьев Козловых
В деревне Жирово Бронницкого уезда, в 1820-е годы братьями Козловыми, крестьянами по происхождению, был основан фарфоровый завод. Он принадлежал Петру Васильевичу Козлову, потом его сыну Фёдору. Закрыт в 1856 году. Завод производил скульптуру и посуду, используя формы заводов Гарднера и Попова. Характерные темы связаны с крестьянским бытом: «Крестьянин с вязанкой дров на спине», «Коробейник», «Крестьянин с лопатой».

### Товарищество Кузнецова
Одно из крупнейших фарфорово-фаянсовых производств Российской империи конца XIX — начала XX веков было основано 29 сентября 1887 года российским промышленником и предпринимателем из рода Кузнецовых Матвеем Сидоровичем Кузнецовым и просуществовало до 1917 года.
Во второй половине XIX века искусство фарфора постепенно приходило в упадок. Этот период обычно характеризуют понятием «кузнецовский фарфор». Яков Васильевич Кузнецов в 1812 году основал фарфоровое производство в районе Гжели. Его сын Терентий Яковлевич Кузнецов В 1832 году продолжил династию российских промышленников. У него, в свою очередь, было три сына: Сидор, Анисим и Емельян. Сидор Терентьевич основал в 1841 году Рижскую фарфоро-фаянсовую фабрику, которая после его смерти в 1872 году перешла к его сыну Матвею Сидоровичу, который к 1889 году сосредоточил в своих руках все наиболее крупные заводы и организовал «Товарищество М. С. Кузнецова». Чтобы выдерживать конкуренцию с заграничной продукцией более высокого качества и не потерять клиентов скупленных им заводов, прежде всего гарднеровского, Кузнецов оставил прежние фабричные марки и пытался сохранить привычный облик изделий. В ход пошли «французские разделки», «саксонские букеты», «китайские рисунки». Ручную роспись заменяли деколью (печатью). В целях создания впечатления «богатства и роскоши» мастера сочетали разные стили, манеры и приёмы декорирования. Поэтому наиболее характерными качествами «кузнецовского фарфора» к концу XIX века стали эклектичность, вторичность, перегруженность росписью, натурализм и грубость цветовых сочетаний.
Изделия из вызолоченного фарфора заводов Попова, купцов Тереховых и Киселёва в районе Гжели называли «бронзовым товаром». Поблизости от Петербурга, в Шлиссельбургском уезде действовал завод, основанный бароном Петром Фридрихсом, там вырабатывали фарфор, фаянс и стекло. В 1851—1887 годах он именовался заводом Корфа.